# Sören Simonsohn
Sören Simonsohn (* 1961) ist ein deutscher Basketballtrainer, -funktionär und ehemaliger -spieler.

## Leben
Simonsohn spielte Anfang der 1980er Jahre in der Basketball-Bundesliga für den DTV Charlottenburg. Des Weiteren spielte er während seiner aktiven Laufbahn in Hagen und München. Im Alter von 22 Jahren war er seinerzeit der jüngste Inhaber des A-Trainerscheins in Deutschland.
Er gehörte 1990 zu den Gründern des Vereins City-Basket Berlin und übernahm das Amt des Vorsitzenden. Als Trainer und Funktionär setzte er von Beginn an auf die Nachwuchsförderung, 1995 wurde sein Verein mit dem „Grünen Band für vorbildliche Talentförderung“ ausgezeichnet. Er betreute die Damen des Vereins als Trainer, die 1996 unter seiner Leitung in die Damen-Basketball-Bundesliga als Nachrückerinnen aufstiegen. 1999 erfolgte der Abstieg, Simonsohn blieb mit seiner Truppe aber als Nachrücker in der höchsten deutschen Spielklasse. Neben seiner Tätigkeit als Damentrainer widmete sich Simonsohn bei City Basket insbesondere der Nachwuchsarbeit. Beim Makkabi Deutschland e. V. übernahm er das Traineramt bei der U18-Auswahlmannschaft.
2007 wurde Simonsohn die Berliner Bürgermedaille verliehen.